# Karin Balzer
Karin Richert-Balzer (Magdeburgo, 5 giugno 1938 – 17 dicembre 2019) è stata un'ostacolista tedesca, campionessa olimpica degli 80 metri ostacoli a Tokyo 1964.

## Biografia
Partecipò ai Giochi olimpici di Roma 1960 nella squadra tedesca unita, fallendo di poco l'accesso in finale negli 80 ostacoli. L'anno seguente sposò il suo allenatore Karl-Heinz Balzer, ex saltatore con l'asta.
Vinse la sua prima medaglia internazionale agli Europei del 1962, dove fu argento, sempre negli 80 hs. Nel 1964 eguagliò il record del mondo in una gara di pentathlon; in questo tipo di competizione ottenne punteggi eccellenti ma non partecipò mai a grandi eventi.
Nello stesso anno fu oro ai Giochi di Tokyo in una gara di 80 hs dal finale emozionante: tutte le prime tre atlete conclusero con lo stesso tempo di 10"5, ma la Balzer fu classificata prima con uno e due centesimi di secondo sulle altre.
Nel 1966 fu oro agli Europei di Budapest, mentre si piazzò 5º ai Giochi olimpici di Città del Messico 1968. Dal 1969 la specialità passò dagli 80 ai 100 hs e la Balzer fu la prima atleta a stabilire il record mondiale della nuova distanza. Nello stesso anno vinse anche l'Europeo, impresa ripetuta anche due anni più tardi.
Alla vigilia delle Olimpiadi del 1972 il figlio di Karin Balzer ebbe un incidente e morì il giorno prima della finale. Suo marito però non l'avvertì fino alla fine della gara, dove lei conquistò la medaglia di bronzo.
Il secondo figlio di Karin, Falk Balzer, è stato anch'egli un ostacolista.
Durante la propria carriera sportiva Karin Balzer ha stabilito sei volte il record mondiale dei 100 hs e nel 1971 è stata eletta sportiva tedesca orientale dell'anno.

## Palmarès
| Anno | Manifestazione  | Sede              | Evento      | Risultato  | Prestazione | Note |
| ---- | --------------- | ----------------- | ----------- | ---------- | ----------- | ---- |
| 1960 | Giochi olimpici | Roma              | 80 m hs     | Semifinale | 11"1        |      |
| 1962 | Europei         | Belgrado          | 80 m hs     | Argento    | 10"6        |      |
| 1964 | Giochi olimpici | Tokyo             | 80 m hs     | Oro        | 10"5        |      |
| 1966 | Europei         | Budapest          | 80 m hs     | Oro        | 10"7        |      |
| 1967 | Europei indoor  | Praga             | 50 m hs     | Oro        | 6"9         |      |
| 1968 | Europei indoor  | Madrid            | 50 m hs     | Oro        | 7"03        |      |
| 1968 | Giochi olimpici | Città del Messico | 80 m hs     | 5ª         | 10"6        |      |
| 1969 | Europei indoor  | Belgrado          | 50 m piani  | 6ª         | 6"6         |      |
| 1969 | Europei indoor  | Belgrado          | 50 m hs     | Oro        | 7"2         |      |
| 1969 | Europei         | Atene             | 100 m piani | 5ª         | 11"8        |      |
| 1969 | Europei         | Atene             | 100 m hs    | Oro        | 13"3        |      |
| 1970 | Europei indoor  | Vienna            | 60 m hs     | Oro        | 8"2         |      |
| 1971 | Europei indoor  | Sofia             | 60 m hs     | Oro        | 8"1         |      |
| 1971 | Europei         | Helsinki          | 100 m hs    | Oro        | 12"9        |      |
| 1971 | Europei         | Helsinki          | 4×100 m     | Argento    | 43"6        |      |
| 1972 | Giochi olimpici | Monaco            | 100 m hs    | Bronzo     | 12"90       |      |

## Altre competizioni internazionali
1970
- Coppa Europa di atletica leggera ( Budapest)